# Хьюм, Фергюс
Фергюсон Райт Хьюм (англ. Fergusson Wright Hume, 8 июля 1859 – 12 июля 1932) – английский романист, автор детективной фантастики, один из пионеров детективного жанра, драматург. Его роман «Тайна чёрного кэба» вдохновил Конан Дойля на написание первого романа о Шерлоке Холмсе.

## Ранняя жизнь
Хьюм родился в Англии, был втором сыном Джеймса Хьюма, шотландца, служившего клерком и управляющим в больнице для душевнобольных. Когда Фергюсу было три года, семья эмигрировала в Данидин, Новая Зеландия, где его отец основал лечебницу Эшберн-Холл. Хьюм получил образование в средней школе мальчиков Отаго и изучал право в Университете Отаго. Он был принят в адвокатуру Новой Зеландии в 1885 году. Вскоре после окончания университета Хьюм переехал в Мельбурн, Австралия, где он получил работу клерка барристера. Он начал писать пьесы, но не смог убедить руководителей мельбурнских театров принять или хотя бы прочитать их. 

## Восхождение к славе
Хьюм впервые обратил на себя внимание после того, как написанная им пьеса под названием "The Bigamist" была украдена мошенником по имени Калторп и представлена им как его собственная работа под названием "The Mormon". Неприятие Хьюма подобной практики позднее нашло свое отражение в его романе "Мадам Мидас".
Обнаружив, что романы Эмиля Габорио были тогда очень популярны в Мельбурне, Хьюм собрал и прочитал несколько из них и решил написать роман такого же рода. Результатом стал роман "Тайна черного кэба", действия которого происходили в Мельбурне, с описаниями бедной городской жизни, основанной на его знании Литтл-Бурк-стрит. Роман был опубликован в 1886 году и имел большой успех (тираж романа был для того времени просто огромным - от 500000 до 750000). Однако из-за того, что Хьюм продал британские и американские права за 50 фунтов, он получил малую потенциальную финансовую выгоду. "Тайна черного кэба" стал самым продаваемым детективным романом Викторианской эпохи; в 1990 году Джон Сазерленд назвал его "самым сенсационно популярным детективным романом века". Этот роман вдохновил Артура Конан Дойла написать "Этюд в багровых тонах", в котором представлен вымышленный детектив-консультант Шерлок Холмс. Конан Дойл заметил: "роман был небольшой сказкой, в основном продаваемой "пыхтя" и держащейся на "приукрашивании"; продажи "Тайны черного кэба" превзошли продажи "Этюда в багровых тонах".
После успеха первого романа и публикации второго, "Тайна профессора Бранкеля" (1886), Хьюм вернулся в Англию в 1888 году. Его третий роман назывался "Мадам Мидас" и был основан на жизни подруги писателя, владельцы шахты и газеты Sunday Times Элис Энн Корнуэлл (1852-1932). Эта книга стала пьесой, и муж Корнуэлл Джон Уайтмен подал в суд на содержание "Мадам Мидас".
Хьюм прожил в Лондоне несколько лет, а затем переехал в сельскую местность Эссекса, вероятно, по приглашению преподобного Томаса Нуна Талфорда Мейджора, где жил в Тандерсли (Thundersley). До Первой мировой войны он регулярно ездил в Италию, Францию, Швейцарию и другие европейские страны. После смерти преподобного Мэйджора в 1915-м он переехал в коттедж "Розмарин", где снимал жилье совместно с химиком-металлургом и алхимиком-любителем Джоном Джозефом Мелвиллом и его женой. В течение 30 лет до самой смерти в 1932 году, в возрасте 73 лет. В итоге Фергюс Хьюм выпустил около 140 романов и рассказов, но так и не смог повторить успеха своего первого романа.

## Личная жизнь
Хьюм не искал огласки своей личной жизни и мало что сообщал о ней. Автор некролога в Times заявил, что Хьюм был очень религиозным человеком, который в последние годы читал много лекций в молодежных клубах и дискуссионных обществах . Он умер в Тандерсли 12 июля 1932 года, вскоре после завершения своей последней книги "The Last Straw", изданной в том же году. 

### Пьесы
- The Bigamist (1887)
- The Mystery of a Hansom Cab (1888); по роману Хьюма "Тайна черного кэба".
- Madame Midas, the Gold Queen (1888)
- In Love and War (1889)
- The Fool of the Family (1900)

### Романы
- Тайна черного кэба[англ.] (англ. The Mystery of a Hansom Cab) (1886); также переводилось на русский как "Тайна двухколесного экипажа"
- Тайна профессора Бранкеля (англ. Professor Brankel's Secret) (1886)
- Мадам Мидас (англ. Madame Midas) (1888)
- The Girl from Malta (1889)
- Загадка Пикадилли (англ. The Piccadilly Puzzle) (1889)

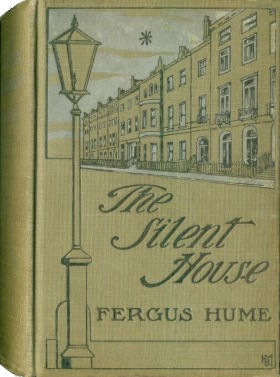
Издание романа "Безмолвный дом" (1899)

- Издание романа "Безмолвный дом" (1899)The Gentleman Who Vanished: A Psychological Phantasy (1890); также издавался как The Man Who Vanished
- Мисс Мефистофель (англ. Miss Mephistopheles) (1890); также издавался как Tracked by Fate
- The Man with a Secret (1890)
- The Year of Miracle: A Tale of the Year One Thousand Nine Hundred (1891)
- A Creature of the Night (1891)
- Monsieur Judas (1891)
- When I Lived in Bohemia: Papers Selected from the Portfolio of Peter (1891)
- Whom God Hath Joined (1891)
- The Black Carnation (1892)
- Aladdin in London (1892)
- The Fever of Life (1892)
- The Island of Fantasy (1892)
- The Man with a Secret (1892)
- The Chinese Jar (1893)
- The Harlequin Opal (1893)
- The Nameless City: A Rommany Romance(1893), также издавался как Stephen Grail
- A Speck of the Motley (1893)
- The Lone Inn (1894)
- The Mystery of Landy Court (1894); также издавался как From Thief to Detective
- The Best of Her Sex (1894)
- The Gates of Dawn (1894)
- A Midnight Mystery (1894)
- The Third Volume (1894)
- The Crime of Liza Jane (1895)
- The White Prior (1895)
- The Expedition of Captain Flick (1896)
- The Carbuncle Clue (1896)
- A Marriage Mystery (1896)
- Tracked by a Tattoo (1896)
- Claude Duval of Ninety-Five (1897)
- The Tombstone Treasure (1897)
- For the Defence (1898)
- The Clock Struck One (1898)
- The Rainbow Feather (1898)
- The Devil-Stick (1898);  также издавался как For the Defense
- Lady Jezebel (1898)
- Under One Cover (1898)
- Человек в рыжем парике (англ. The Red-Headed Man) (1899)
- Безмолвный дом (англ. The Silent House in Pimlico) (1899)
- The Indian Bangle (1899)
- The Crimson Cryptogram (1900)
- Shylock of the River (1900)
- The Vanishing of Tera (1900)
- The Bishop's Secret (1900);  также издавался как Bishop Pendle
- The Lady from Nowhere (1900)
- A Traitor in London (1900)
- The Millionaire Mystery (1901)
- The Crime of the Crystal (1901)
- The Golden Wang-Ho (1901);  также издавался как The Secret of the Chinese Jar
- The Mother of Emeralds (1901)
- A Woman's Burden (1901)
- The Pagan's Cup (1902)
- The Turnpike House (1902)
- Woman: The Sphinx (1902)
- Тайна королевской монеты (англ. A Coin of Edward VII) (1903)
- The Jade Eye (1903)
- The Silver Bullet (1903)
- The Yellow Holly (1903)
- The Guilty House (1903)
- The Miser's Will (1903)
- The Mandarin's Fan (1904)
- The Wheeling Light (1904)
- The Red Window (1904)
- The Lonely Church (1904)
- The White Room (1904)
- Потайной ход (англ. The Secret Passage) (1905)
- Lady Jim of Curzon Street (1905)
- Опаловая змея (англ.The Opal Serpent) (1905)
- The Fatal Song (1905)
- The Scarlet Bat (1905)
- The Wooden Hand (1905)
- Таинственная тень (англ. The Mystery of the Shadow) (1906)
- The Black Patch (1906)
- Jonah's Luck (1906)
- The Purple Fern (1907)
- The Yellow Hunchback (1907)
- The Amethyst Cross (1908)
- Flies in the Web (1908)
- The Sealed Message (1908)
- Зеленая мумия (англ. The Green Mummy) (1908)
- Коронованный череп (англ. The Crowned Skull) (1908)
- The Mystery of a Motor Cab (1908)
- The Sacred Herb (1908)
- The Devil's Ace (1909)
- The Solitary Farm (1909)
- The Top Dog (1909)
- The Disappearing Eye (1909)
- The Peacock of Jewels (1910)
- The Lonely Subaltern (1910)
- The Mikado Jewel (1910)
- Паук (англ. The Spider) (1910)
- The Steel Crown (1911)
- High Water Mark (1911)
- The Jew's House (1911)
- The Pink Shop (1911)
- The Rectory Governess (1911)
- Преступная королева (англ. The Mystery Queen) (1912)
- The Blue Talisman (1912)
- Red Money (1912)
- Across the Footlights (1912)
- Mother Mandarin (1912)
- A Son of Perdition: An Occult Romance (1912)
- The Curse (1913)
- In Queer Street (1913)
- Seen in the Shadow (1913)
- The Thirteenth Guest (1913)
- The Lost Parchment (1914)
- The 4 PM Express (1914)
- Not Wanted (1914)
- Answered (1915)
- The Caretaker (1915)
- The Red Bicycle (1916)
- The Grey Doctor (1917)
- The Silent Signal (1917)
- Heart of Ice (1918)
- The Black Image (1918)
- Next Door (1918)
- Crazy-Quilt (1919)
- The Master-Mind (1919)
- The Dark Avenue (1920)
- The Other Person (1920)
- The Singing Head (1920)
- The Woman Who Held On (1920)
- Three (1921)
- The Unexpected (1921)
- A Trick of Time (1922)
- The Moth-Woman (1923)
- The Whispering Lane (1924)
- Тайна цыганского фургона (англ. The Caravan Mystery) (1926). Изначально был опубликован в газете как "The Caravan Crime" (1921)
- The Last Straw (1932)

### Другое
- Chronicles of Faeryland (1892)
- The Dwarf's Chamber: And Other Stories (1896)
- Цыганка из ломбарда (англ. Hagar of the Pawn-Shop: The Gypsy Detective) (1898)
- The Dancer in Red (1906)